# Befehlshaber der Kreuzer
Der Befehlshaber der Kreuzer (B. d. K.) war eine Kommandobehörde der Kriegsmarine im Zweiten Weltkrieg.

## Geschichte
Ab 1. August 1940 führte der Befehlshaber der Aufklärungsstreitkräfte (B. d. A.) die Bezeichnung Befehlshaber der Kreuzer. Es folgte die Unterstellung der ehemaligen Panzerschiffe, welche nun als Schwere Kreuzer deklariert waren.
Während der Operation Barbarossa ab Juni 1941 besaß der Befehlshaber der Kreuzer unter dem Marinekommando Nord die operative Führung der Seestreitkräfte im Ostseeraum.
Im Oktober 1941 wurde der Befehlshaber der Kreuzer aufgelöst und das Personal für die Aufstellung des Admirals Nordmeer herangezogen.
Am 3. Juni 1942 wurde aus dem Befehlshaber der Schlachtschiffe (B. d. S.) noch ein zweites Mal ein Befehlshaber der Kreuzer aufgestellt. Die Unterstellung erfolgte unter das Flottenkommando. Im Februar 1943 wurde hieraus der Befehlshaber der Kampfgruppe.

## Befehlshaber der Kreuzer (1940/1941)

### Schwere Kreuzer
- Admiral Hipper (ab November 1940)
- Prinz Eugen

### Leichte Kreuzer
- Emden (ab Februar 1941)
- Leipzig (ab Dezember 1940)
- Köln
- Nürnberg

### Befehlshaber
- Konteradmiral/Vizeadmiral Hubert Schmundt, anschließend Admiral Nordmeer

### 1. Admiralstabsoffiziere
- Fregattenkapitän Rudolf Peters: von der Aufstellung bis Dezember 1940
- Korvettenkapitän Hans Marks: von März 1941 bis Oktober 1941
- unbekannt
- Fregattenkapitän Hans Marks: von Oktober 1942 bis zur Auflösung

### 2. Admiralstabsoffiziere
- Korvettenkapitän Moritz Schmidt: von der Aufstellung bis März 1941
- unbekannt

### 3. Admiralstabsoffizier
- Korvettenkapitän Paul Morgenstern

### 4. Admiralstabsoffiziere
- Kapitänleutnant/Korvettenkapitän Thorwald von Bothmer: von September 1940 bis Mai 1941
- Kapitänleutnant Emil Roesen: Mai 1941 bis zur Auflösung

### Verbandsingenieure
- Kapitän zur See (Ing.) Waldemar Kober: von der Aufstellung bis Dezember 1940
- Fregattenkapitän (Ing.) Rudolf Kaack: von Januar 1940 bis zur Auflösung

## Befehlshaber der Kreuzer (1942/1943)
- Vizeadmiral Oskar Kummetz, anschließend auch Befehlshaber der Kampfgruppe